# Confederación de las Pampas
La Confederación de las Pampas es el nombre que historiadores modernos han dado a la estructura política, militar, y económica, que durante los años 1853 y 1879 estuvo activa en las Pampas, en el sur del territorio argentino. Estuvo conformada por los Cacicazgos de Calfucurá, los Ranqueles, los Tapalquéros de Catriel y Cachul, estos últimos dos oscilando entre estar en alianza con el Estado de Buenos Aires y la Confederación.

## Formación
Durante la Época de Rosas, los cacicazgos de las Pampas y la Confederación Argentina habían llegado a tener periodos prolongados de paz, gracias al sistema de entrega de raciones entre las dos fuerzas. Tras la caída de Juan Manuel de Rosas y el inicio de la Guerra entre la Confederación Argentina y el Estado de Buenos Aires, las autoridades porteñas se enemistarían con los caciques indígenas, inmediatamente tornándose agresivos contra ellos. 
Esto obligó a los indígenas a entrar en relaciones con la Confederación liderada por Urquiza, llevando a la primera activación de la Confederación el 24 de febrero de 1853, cuando una partida de cerca de 4 000 indios invadió y saqueó los establecimientos rurales existentes en el extremo sur de la provincia de Buenos Aires. 
Según los informes de los pobladores que pudieron refugiarse, el malón era dirigido por Calfucurá, Baigorria y Pichún.